# Gabriel et la Montagne
Pour plus de détails, voir Fiche technique et Distribution.
Gabriel et la Montagne (Gabriel e a Montanha)  est un film dramatique franco-brésilien réalisé par Fellipe Barbosa et sorti en 2017.

## Synopsis
Inspiré de l'histoire vraie d'un ami d'enfance du réalisateur, le film retrace de façon très documentée les soixante dix derniers jours de l'étudiant brésilien Gabriel Buchmann du Kenya au Malawi. Souhaitant vivre au plus près des autochtones, il tente de s'affranchir de son statut de touriste avec frénésie le long d'un parcours qui le conduit au sommet du Kilimandjaro, où il enterre la photographie de son père, mort quatre ans plus tôt... Les personnes qui ont croisé sa route interprètent à quatre ans d'écart leur propre rôle, les acteurs utilisent les vêtements du défunt, et le réalisateur se base sur les photographies prises par celui ci.

## Fiche technique
- Titre : Gabriel et la Montagne
- Titre original : Gabriel e a Montanha
- Réalisation : Fellipe Barbosa
- Producteur : Roberto Berliner, Rémi Burah
- Producteur exécutif :
- Monteur : Theo Lichtenberger
- Musique : Arthur B. Gillette
- Société de production :
- Société de distribution : Damned Distribution
- Langue : portugais, anglais, français
- Date de sortie : 
  - France : 30 août 2017

## Distribution
- João Pedro Zappa : Gabriel Buchmann
- Caroline Abras : Cristina

## Réception
« plus que remarquable deuxième long-métrage [...], revisite amère du film classique d’explorateur [où le] dispositif ménage une rencontre louvoyante et fertile entre la fiction et le documentaire. »

— Jacques Mandelbaum.

« [...] réunir les lignes fictionnelles et documentaires du film en un hommage perturbant et sincère à l’ami disparu. »

— Cahiers du Cinéma n° 735, août 2017.
Le film reçoit le Prix à la Diffusion de la Fondation Gan pour le Cinéma, dans le cadre de sa sélection à la Semaine de la Critique, durant le Festival de Cannes 2017.

## Revue de presse
- Emmanuel Raspiengeas, « Chronique d'une mort annoncée », Positif no 677-678, Institut Lumière-Actes Sud, Paris, juillet-août 2017, p. 130,  (ISSN 0048-4911)
- Olivier Pélisson, " Le réveil de l'idéaliste ", Bande à Part, 25 août 2017

### Sources
1. ↑  Jacques Mandelbaum, « "Gabriel et la montagne", traversée africaine pour un ami défunt. », in Le Monde, Paris, 30 août 2017;
2. ↑  A. Schweitzer, cité in Cinéma d'aujourd'hui.